# Columbia Pictures
Công ty công nghiệp điện ảnh Columbia (Columbia Pictures Industries, Inc.) là một công ty sản xuất và phân phối phim ảnh của Mỹ. Columbia Pictures hiện là một phần của Columbia TriStar Motion Picture Group, được sở hữu bởi Sony Pictures Entertainment, một công ty con của tập đoàn Sony. Columbia Pictures là một trong những công ty phim ảnh hàng đầu thế giới, một thành viên của một nhóm gọi là Big Six.
Xưởng phim được thành lập năm 1919 bởi anh em Jack Cohn và Harry Cohn cùng với Joe Brandt, khi đó nó có tên là Cohn-Brandt-Cohn Film Sales, bộ phim đầu tiên ra mắt vào tháng 8 năm 1922. Nó đổi tên thành Columbia Pictures vào năm 2004. Columbia bắt đầu phát triển vào cuối những năm 1920, với sự hợp tác đầy thành công với đạo diễn Frank Capra.
Năm 1982, xưởng phim được mua lại bởi Coca-Cola. Vào cùng năm đó Columbia tiến hành khai trương TriStar Pictures để tham gia đầu cơ cùng với HBO và CBS. 5 năm sau, Coca-Cola hợp nhất Columbia Pictures và Tri-Star để trở thành Columbia Pictures Entertainment. Sau một thời gian, xưởng làm phim bị Sony mua lại vào năm 1989.

## Lịch sử

### Những năm đầu
Kiểu trước đây của Columbia Pictures, CBC Film Sales Corporation, được thành lập năm 1919 bởi Harry Cohn, Jack Cohn, và Joe Brandt.

### Cải tổ và tên mới
Brandt rời công ty vì sự mệt mỏi khi làm việc với anh em Cohn. Ngày 10 tháng 1 năm 1924, hai anh em Harry Cohn và Jack Cohn đổi tên xưởng phim thành Columbia Pictures Corporation nhằm cố gắng cải thiện hình ảnh của xưởng phim. Henry Cohn giữ chức chủ tịch và đứng đầu việc sản xuất nên quyền lực tập trung chủ yếu vào tay ông. Ông vận hành Columbia trong 34 năm, là nhiệm kỳ dài thứ hai của một giám đốc xưởng phim, chỉ sau Jack Warner của Warner Bros.
Những sản phẩm thời đó của Columbia Pictures bao gồm kịch, phim thể thao, tạp chí và phim hoạt hình. Columbia sau đó dần chuyển sang sản xuất những sản phẩm chất cao cấp hơn.
Hỗ trợ cho sự phát triển của Columbia Pictures là một đạo diễn nhiều hoài bão, Frank Capra. Từ năm 1927 đến năm 1939, Copra đã cùng Cohn liên tục thúc đẩy chất lượng. Đặc biệt, phim ''It Happens One Night'', bộ phim đã giành gần hết tất cả các giải của Oscar năm 1934, đã đưa thương hiệu Columbia trở nên nổi tiếng. Cho đến nay, sự thành bại của Columbia phụ thuộc rất nhiều vào các rạm chiếu phim, mặc dù họ không sở hữu rạp nào.

## Mua lại bởi Sony
Columbia Pictures được bán lại vào ngày 28 tháng 9 năm 1989 cho gã khổng lồ trong ngành công nghiệp điện tử, Sony, với giá 3,4 tỷ đô-la Mỹ, khiến cho Sony trở thành một trong sô ít các công ty Nhật mua lại các tài sản từ Hoa Kỳ. Việc mua bán đã đem lại lợi nhuận cho Sony.
Sony sau đó thuê hai nhà sản xuất Peter Guber và Jon Peters để cùng nhau lãnh đạo Columbia trong khi Sony tiến hành mua lại Guber-Peters Entertainment với giá 200 triệu đô-la Mỹ. Bởi vì Guber và Peters vẫn còn hạn hợp đồng với Warner Bros. nên Warner Bros đã tiến hành kiện Sony.

## Biểu trưng của Columbia
Biểu trưng của Columbia, một người phụ nữ cầm một ngọn đuốc và nền đằng sau là quốc kỳ Hoa Kỳ, đã đi qua 5 lần sửa đổi.
Biểu trưng hiện nay được tạo ra vào năm 1992, khi nó được tô màu lại bởi Michael Deas. Phần hoạt hình, được tạo ra bởi Synthespian Studios, với ánh sáng sáng chói, được đẩy ra xa để lộ ra ngọn đuốc. Deas đã dùng Jenny Joseph – một bà mẹ của hai đứa con, để làm mẫu, nhưng đã có chút sửa đổi trên khuôn mặt.
Không ai biết và không có tài liệu nào cho biết người mẫu của biểu trưng đầu tiên của Columbia. Người người được cho là đã từng làm mẫu cho Người phụ nữ cầm đuốc trong biểu trưng bao gồm:
- Claudia Dell.[8]
- Rose Edna Turiello, mất năm 1979, đã từng làm việc cho Columbia Pictures vào những năm 1930.
- Amelia Bachelor, một nữ diễn viên và người mẫu sinh tại bang Texas, Hoa Kỳ.[9][10][11]
- Jane Bartholomew.[12][13]
- Evelyn Venable[14].
- Jenny Joseph.[7]